# Franz Eisenach
Franz Eisenach (Reetz na região de Arnswalde de Neumark, 11 de Agosto de 1918 - 21 de Agosto de 1998) foi um piloto alemão durante a Segunda Guerra Mundial, tendo atingido um total de 129 vitórias aéreas.

## Biografia
Se tornou oficial cadete em 1937, e foi promovido para Leutnant na Luftwaffe em 1939.
Em 1940, e provavelmente em 1941, Eisenach serviu com a II./ZG 76. No mês de Novembro de 1941 ele entrou para a 1.(Erg.)/JG 51. Em Janeiro de 1942 entrou para a IV./JG 1, mais tarde foi renomeada para III/JG 5.
O Oberleutnant Eisenach foi designado Staffelkapitän da 12./JG 1 em Junho. Em Outubro de 1942, Eisenach foi transferido para o 9./JG 54, baseado em Krasnogvardeisk na Frente Oriental. Em 8 de Novembro, durante a sua 21ª missão de combate, Eisenach abateu a sua primeir vítima, um caça P-40. No final de 1942 ele havia conquistado mais outras três vitórias.
Em 17 de Abril de 1943, Eisenach foi apontado Staffelkapitän do 3./JG 54. Em Maio a sua unidade foi equipada com os caças Fw 190 A. Em 24 de Maio de 1943, Eisenach abateu dois caças russos Il-2 Sturmovik sendo estas as suas 10ª e 11ª vitórias. Em 8 de Julho, ele abateu um bombardeiro bimotor Boston mas em seguida entrou em combate direto com os caças que faziam a escolta destes, tendo o seu avião sendo danificado e foi forçado a fazer um pouso de emergência. Ele se feriu neste incidente, necessitando de internação hospitalar.
Eisenach foi condecorado com o Trofeu de Honra (em alemão: Ehrenpokal) em 31 de Agosto de 1943. Em 18 de Dezembro de 1943, após abater dois Il-2 Sturmoviks (48ª-49ª vitórias), o seu avião Fw 190A-6 (W.Nr. 530 391) "Yellow 3" foi danificado por um disparo de flak. Mesmo com os ferimentos que sofreu, ele ainda conseguiu sair do avião.
O Oberleutnant Eisenach foi condecorado com a Cruz Germânica em Ouro (em alemão: Deutsches Kreuz) em 16 de Janeiro de 1944. Em 1 de Maio, ele recebeu a promoção para Hauptmann.
Em Junho de 1944, ele esteve servindo com a I./JG 54, baseada em Courland, na Frente Oriental. Eisenach registrou mais três vitórias em 26 de Junho, quando abateu dois Il-2 Sturmoviks e um Yak-9 fighter (50ª-52ª vitórias). De Julho até Agosto, ele liderou a 4./JG 54. Eisenach cconquistou mais 15 vitórias em Julho, incluindo três vitórias em 24 de Julho (59ª-61ª vitórias), e outras três em 26 de Julho (62ª-64ª vitórias) e outras 5 em 30 de Julho (67ª-71ª vitórias).
Em 8 de Agosto de 1944, Eisenach foi designado Gruppenkommandeur do I./JG 54, ocupando o comando deixado por Horst Ademeit (166 vitórias, RK-EL), que foi declarado desaparecido em ação em 7 de Agosto de 1944.
Em Agosto, ele registrou outras 17 vitórias, incluindo 4 em 3 de Agosto (73ª-76ª vitórias) e a sua 80ª vitória em 15 de Agosto. O mês de Setembro foi o melhor para Eisenach que atingiu a marca de 19 vitórias neste período, incluindo cinco Il-2 Sturmoviks e quatro bombardeiros bi-motores russos Pe-2 abatidos em 14 de Setembro (92ª-100ª vitórias), chegando a marca das 100 vitórias aéreas. Em seguida abateu outros dois Il-2 Sturmoviks e um caça Yak-9 em 17 de Setembro (104ª-106ª vitórias).
Em 21 de Setembro, ele foi seriamente ferido durante um bombardeio inimigo em seu posto de comando. Foi condecorado com a Cruz de Cavaleiro da Cruz de Ferro (em alemão: Ritterkreuz) em 10 de Outubro de 1944 pela sua 107ª vitória.
Ele retornou para o fronte em 15 de Dezembro, sendo promovido para a patente de Major em 1 de Janeiro de 1945. Até 31 de Março, ele venceu mais 22 inimigos, chegando ao saldo final de 129 vitórias.
Eisenach sobreviveu a guerra e foi feito prisioneiro de guerra pelas tropas britânicas. No pós-guerra, o Major Franz Eisenach entrou para a Bundeswehr em 1956. Ele deixou o serviço ativo em 1974 tendo recebido a patente de Oberstleutant. Faleceu em 21 de Agosto de 1998.
Franz Eisenach conseguiu chegar a marca de 129 vitórias em 319 missões. (Há fontes que indicam que este número possa ter chegado a 154). Incluídos neste total estão 52 Il-2 Sturmovik.

## Condecorações
- Trofeu de Honra (Ehrenpokal) (31 de Agosto de 1943)[1]
- Cruz Germânica em Ouro (16 de Janeiro de 1944)[1]
- Cruz de Ferro (10 de Outubro de 1944)[1]

Unidades: ZG 76, JG 1, JG 5, JG 54